# Marco Simoncelli
Marco Simoncelli, född 20 januari 1987 i Cattolica, Emilia-Romagna, död 23 oktober 2011 i Sepang, Selangor, Malaysia, var en italiensk roadracingförare. Han tävlade VM-säsongen 2008 för Gilera i 250GP-klassen, tog fyra Grand Prix-vinster och blev klar världsmästare med tredjeplatsen i Malaysias MotoGP 2008, efter 16 av 17 deltävlingar. Simoncelli fick sin första pallplats i MotoGP i Brno den trettonde deltävlingen.
Marco Simoncelli omkom 24 år gammal i en olycka under Malaysias GP på Sepang International Circuit.

## Statistik 250GP
| Nr | Grand Prix | År   |
| -- | ---------- | ---- |
| 1  | Italien    | 2008 |
| 2  | Katalonien | 2008 |
| 3  | Tyskland   | 2008 |
| 4  | Australien | 2008 |
| 5  | Valencia   | 2008 |
| 6  | Frankrike  | 2009 |
| 7  | Portugal   | 2009 |

| Nr | Grand Prix     | År   |
| -- | -------------- | ---- |
| 1  | Portugal       | 2008 |
| 2  | Frankrike      | 2008 |
| 3  | Storbritannien | 2008 |
| 4  | Italien        | 2009 |

| Nr | Grand Prix | År   |
| -- | ---------- | ---- |
| 1  | TT Assen   | 2008 |
| 2  | Tjeckien   | 2008 |
| 3  | Malaysia   | 2008 |
| 4  | Spanien    | 2009 |

## Segrar 125GP
| Nr | Grand Prix | År   |
| -- | ---------- | ---- |
| 1  | Spanien    | 2004 |
| 2  | Spanien    | 2005 |